# لی وون جائه
لی وون جائه (انگلیسی: Lee Woon-jae؛ زادهٔ ۲۶ آوریل ۱۹۷۳) یک بازیکن فوتبال اهل کره جنوبی است.
وی همچنین در تیم ملی فوتبال کره جنوبی بازی کرده‌است.